# کیرون کادوگان
کیرون کادوگان (انگلیسی: Kieron Cadogan؛ زادهٔ ۱۶ اوت ۱۹۹۰) بازیکن فوتبال اهل بریتانیا است.
از باشگاه‌هایی که در آن بازی کرده‌است می‌توان به باشگاه فوتبال کریستال پالاس، باشگاه فوتبال برتون آلبیون، باشگاه فوتبال روترهام یونایتد، باشگاه فوتبال بارنت، و باشگاه فوتبال آلدرشات تاون اشاره کرد.